# Uki (série télévisée d'animation)
Pour les articles homonymes, voir Uki.
Uki est une série d'animation 3D belge en 52 épisodes de 5 minutes diffusée à partir du 3 avril 2010 sur Ketnet et Club RTL.
Au Québec, elle a été diffusée à partir du 28 mars 2011 à Télé-Québec.
Le personnage principal est une petite créature jaune qui invite ses téléspectateurs à découvrir le monde avec lui.

## Le monde d’Uki
Uki est une série d’animation pour les enfants de 1 à 4 ans produite par Universal Music Belgique.

Le personnage principal, Uki, est la personnalisation d’un curieux enfant.

Uki n'est ni un garçon, ni une fille, il ne parle pas mais il exprime sa joie, curiosité ou tristesse avec des bruits ou par le langage corporel.
Chaque épisode correspond à un jour de la vie d’Uki.

Au travers de ceux-ci, Uki vit à chaque fois une aventure différente avec l’un de ses amis sous l’œil bienveillant du Soleil, de Nuage et de la Lune.
Il apprend et découvre des choses qui sont reconnaissables aux plus jeunes et il joue avec les mêmes objets que les enfants de cette tranche d’âge.

## Production
Uki est une série informatisée-animée en haute définition,
52 épisodes ont été produits, chacun d’une durée de 5 minutes.
La série est 100 % belge: les conceptions originales d’Uki ont été créées par l’entreprise belge Topfloor.
L’entreprise gantoise, Creative Conspiracy, a pris en charge l’animation informatisée. Dont une des tâches minutieuses était de convertir le storyboard en l’animation informatisée.
La phase de production de la série dans laquelle les personnages sont animés, est le fruit d’une journée de travail d’une personne pour seulement 3 à 5 secondes d’animation à l’écran.
Les régisseurs d'Uki sont Karim Rhellam (48 épisodes) / Tom Neuttiens (4 épisodes).
Les scripts et l’histoire ont, entre autres, été écrits par des écrivains belges de la télévision et livres pour enfants tels que Dirk Nielandt, Tom Neuttiens, Griet Vanhemel et Bart Devreese
La britannique Diane Redmond, scénariste entre autres de Bob le bricoleur, a également participé à l’écriture de quelques épisodes.
La VRT et Fortis Film Fund sont intervenus en tant que coproducteurs.

### Diffusion internationale
- Belgique : Club RTL et Ketnet
- Finlande : MTV3/SubTV/SubJuniori depuis le 3 avril 2010
- Portugal : Canal Panda à partir de début 2011
- Royaume-Uni : CBBC, Cbeebies
- Irlande : Cbeebies
- Pologne : Cbeebies
- France : Game One
- Lettonie : TV3
- Chine, Inde, Indonésie et Singapour via Cbeebies Asia
- Égypte, Maroc et l'Afrique du Sud via Cbeebies Africa
- Turquie : Kidz TV
- Mexique : Canal Puntos (Monterrey uniquement)

## Épisodes
Note : La numération n'est pas officielle.
1. Where's the Cake? (Où est le gâteau ?)
2. The Balloon (Le ballon)
3. Turtle in trouble (Tortue a besoin d'aide)
4. Happy flower (La fleur joyeuse)
5. The honey bees (La ruche)
6. Where's the ball (Où est le ballon ?)
7. What a mess! (Quel bazar !)
8. Duck is tired (Canard est fatigué)
9. Dirty (Saleté !)
10. Atchoo! (Enrhumé)
11. The Umbrella
12. Footprints (Les empreintes)
13. Rabbits want to fly (Lapin veut voler)
14. The Bridge (Le pont)
15. The Shadow (L'ombre)
16. Building a camp (Construire un camp)
17. Hide and Seek (Cache-cache)
18. The Box (La boîte)
19. The slide (Le toboggan)
20. Where's the apple? (Où est la pomme ?)
21. Rhythm
22. Flower is moving (Fleur déménage)
23. The Hiccups (Le hoquet)
24. The Butterly
25. The painting (La peinture)
26. The Kite (Le cerf-volant)
27. Seesaw (La bascule)
28. Icecream (Crème glacée)
29. Noise (Bruit)
30. Peekaboo (Coucou)
31. Climbing
32. (titre inconnu)
33. The Race (La course)
34. Blowing Bubbles (Faire des bulles)
35. It's Raining Nuts
36. Sticky (Collant)
37. Snowrabbit (Lapin des neiges)
38. A Hat for Rabbit (Un chapeau pour lapin)
39. Slippery
40. Hedgehog wants to Slide
41. Superslide (Le tobbogan extraordinaire)
42. Where is Hedgehog? (Où est Hérisson ?)
43. Hula Hoops (Hula hoop)
44. The Rainbow (L'arc-en-ciel)
45. Clean Up!
46. Surprise !
47. The spinning top
48. Merry Go Round (Le carrousel)
49. Imitation
50. Wake Up Rabbit! (Réveille-toi lapin)
51. Turtle on Wheels (Tortue à roulettes)
52. Collecting Nuts (Ramasser des noisettes)